# Konončan
Il Konončan (in russo  Конончан?) è un fiume della Russia siberiana orientale (Sacha-Jakuzia) affluente di sinistra della Marcha (bacino idrografico del Viljuj).
Nasce e scorre in direzione meridionale nella parte orientale del bassopiano della Jacuzia centrale; sfocia nella Marcha a 82 km dalla foce. Il maggiore affluente è il fiume Kėm-Jurėch (lungo 49 km) proveniente dalla destra idrografica.
Il Konončan è gelato, mediamente, da metà ottobre a fine maggio.